# 12.º Ejército (Imperio alemán)
El 12.º Ejército (en alemán: 12. Armee / Armeeoberkommando 12 / A.O.K. 12) fue un nivel de mando de ejército del Ejército Imperial Alemán en la I Guerra Mundial formado en agosto de 1915 por la redesignación del Armee-Gruppe Gallwitz. Sirvió exclusivamente en el frente oriental y fue disuelto el 9 de octubre de 1916 cuando su comandante, el General de Infantería Max von Fabeck, fue transferido al 8.º Ejército.

## Historia

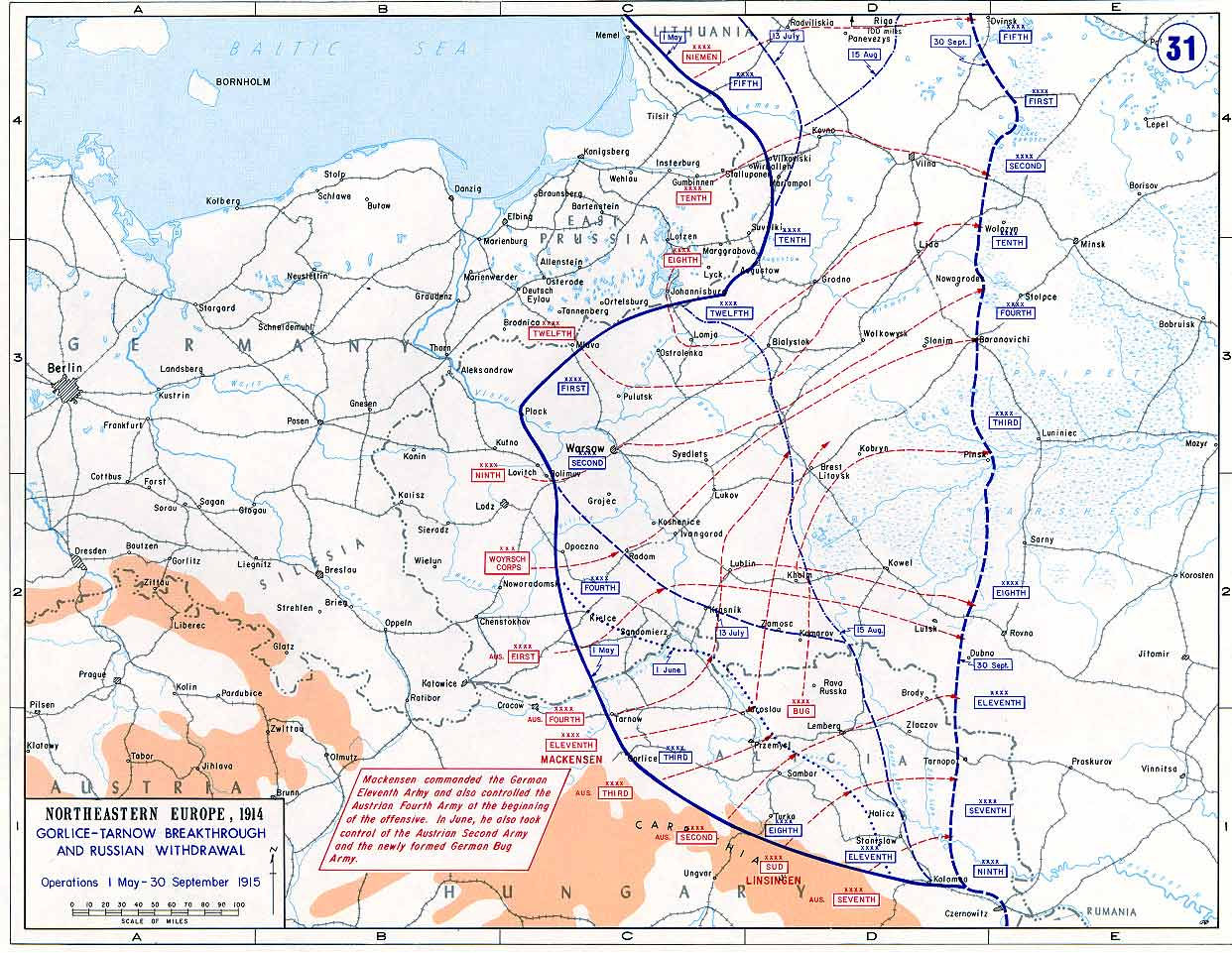
Retirada rusa en 1915.

El 9 de febrero de 1915 el Cuerpo de Reserva de la Guardia fue redesignado como Armee-Gruppe Gallwitz. Su comandante fue elevado al estatus de Comandante de Ejército el 18 de marzo de 1915 y su Armee-Gruppe fue redesignado como 12.º Ejército el 7 de agosto de 1915.
El 22 de julio, los ejércitos de las Potencias Centrales cruzaron el río Vístula. En agosto, el Cuarto Ejército ruso abandonó la fortaleza de Ivangorod. Con la continuada retirada rusa, Varsovia quedó aislada, y el 12.º Ejército aprovechó la oportunidad y la conquistó el 4-5 de agosto.

## Comandantes
El Armee-Gruppe Gallwitz fue redesignado como 12.º Ejército el 7 de agosto de 1915 con von Gallwitz permaneciendo al mando. El 12.º Ejército fue disuelto el 9 de octubre de 1916 cuando su comandante fue transferido al 8.º Ejército.
| Desde                    | Comandante                             | Previamente           | Posteriormente |
| ------------------------ | -------------------------------------- | --------------------- | -------------- |
| 7 de agosto de 1915      | General de Artillería Max von Gallwitz | Armee-Gruppe Gallwitz | 11.º Ejército  |
| 22 de septiembre de 1915 | General de Infantería Max von Fabeck   | 1.º Ejército          | 8.º Ejército   |